# Mateusz (metropolita kazański)
Mateusz, imię świeckie nieznane (zm. 3 stycznia?/13 stycznia 1646) – rosyjski biskup prawosławny.

## Życiorys
Jego pochodzenie i świeckie imię nie są znane. Pierwsza informacja o nim pochodzi z 1606, gdy został przełożonym monasteru św. Cyryla Biełozierskiego z godnością igumena. Jako przełożony monasteru kierował jego obroną przed wojskami polskimi w sierpniu i w grudniu 1612. W lutym roku następnego brał udział w Soborze Ziemskim, który wybrał na nowego cara Michała Romanowa. Chirotonię biskupią przyjął 7 lutego 1615, obejmując katedrę kazańską.
W okresie sprawowania przez niego urzędu w eparchii kazańskiej powstał szereg nowych wspólnot monastycznych, wśród nich Pustelnia Raifska (założona w 1613 przez mnicha Filareta), Pustelnia Siedmiojeziorska (utworzona przez schimnicha Efrema z Wielkiego Ustiuga), monaster Trójcy Świętej w Troj-Uraju, pustelnia Przemienienia Pańskiego w Jungińsku, monaster Opieki Matki Bożej w rejonie Tietiuskim, monaster Trójcy Świętej w Jełabudze. Z inicjatywy hierarchy wzniesiono również dzwonnicę przy katedralnym soborze Zwiastowania w Kazaniu z cerkwią św. Ireny. W 1630 Mateusz polecił również przenieść relikwie św. Guriasza Kazańskiego z monasteru Przemienienia Pańskiego w Kazaniu do soboru katedralnego, ustanawiając 20 czerwca święto przeniesienia relikwii świętego.
Mateusz rozwijał działalność gospodarczą biskupa kazańskiego, wznosił młyny, sprzyjał rozwojowi osadnictwa, zorganizował artele rybackie nad Wołgą i Kamą. W 1646 do domu biskupiego w Kazaniu należało 5300 chłopów. W 1626 Mateusz wdał się w spór o ziemie we wsi Sałmaczi z monasterem Przemienienia Pańskiego, który musiały rozstrzygać władze świeckie.
Metropolita Mateusz brał udział w Soborach Ziemskich w latach 1633, 1642 i 1645, jak również w Soborach Lokalnych Rosyjskiego Kościoła Prawosławnego w latach 1634 i 1642. Zmarł w 1646; najdłużej w historii sprawował urząd metropolity kazańskiego. Został pochowany obok innych ordynariuszy tejże eparchii w katedralnym soborze Zwiastowania.